# Esrevnoc
esrevnoc（エスレフノック）は、日本のガールズバンド。バンド名は「Converse」の逆読み。

## 概要
1995年に結成。ライブを中心に活動を行っていた。1998年にエピックレコードジャパンからデビューシングル『s.s.t.』をリリースしてメジャー・デビュー。1999年には初アルバム『eb -esrevnoc better-』をリリースした。2000年には初の映像作品『エスレフノックの映像　略してエー像』をリリースしたが、その翌年ボーカルのミッコ skyが脱退。バンドの活動も休止した。

## メンバー
- ミッコ sky - ボーカル、ギター。Quinka, with a Yawn名義でソロ活動を行っている。
- 朋実 ocean - ベース、コーラス。esrevnocを結成して間もない1995年夏には現T字路sの伊東妙子らと共にバンド・MAD MOISELLを結成、三浦朋実名義でベースおよびバックボーカルを担当。MAD MOISELLは1997年にアルバムを1枚発表している。esrevnoc活動休止(実質解散)後は、2002年より再び伊東妙子率いるDIESEL ANNのベーシストとして活動を開始(この時はトモミ名義)。7インチレコードシングル1枚、アルバム2枚を発表後、トモミは2010年1月10日のライブを以て脱退し、バンドも活動休止となった。
- つかだ sun. - キーボード、コーラス。結成当初はドラムを担当していた。

### サポートメンバー
- 張替智広（キンモクセイ）- ドラム

## 作品

### シングル
|   | 発売日         | タイトル             | 曲目・c/w                                         | 収録アルバム                         | 型番・備考 |
| - | -------------- | -------------------- | ------------------------------------------------- | ------------------------------------ | ---------- |
| 1 | 1998年10月21日 | s.s.t.               | 1.sugar time 2.sweet strawberry toast 3.two match | eb -esrevnoc better-(#2=omoware mix) | ESCB-1914  |
| 2 | 1998年12月12日 | 最小公倍数【L.C.M.】 | 1.ラヴリー 2.ちかい 3.マーブルマーケット          | eb -esrevnoc better-(#1.3)           | ESCB-1924  |
| 3 | 1999年2月20日  | b.s.c.               | 1.bee charmer 2.sweet pop 3.キュッ                | eb -esrevnoc better-(#1)             | ESCB-1947  |
| 4 | 1999年4月29日  | 恋に恋して泣いた     | ファニー フェイス funny face                      | eb -esrevnoc better-(#1=atsuku mix)  | ESDB-3910  |
| 5 | 1999年11月20日 | 美人                 | heart fry 99℃                                     | －                                   | ESCB-2068  |
| 6 | 2001年5月25日  | 日本のお仕事         | Happy Together/OH PRETTY WOMAN                    | yes(#1)                              | 113-LDKCD  |

### アルバム
|   | 発売日        | タイトル             | 型番      |
| - | ------------- | -------------------- | --------- |
| 1 | 1999年6月2日  | eb -esrevnoc better- | ESCB-1997 |
| 2 | 2001年6月15日 | yes                  | 114-LDKCD |

### ビデオ
- エスレフノックの映像　略してエー像（2000年） - DVD、VHS

## タイアップ一覧
| 使用年 | 曲名                   | タイアップ                                                      |
| ------ | ---------------------- | --------------------------------------------------------------- |
| 1998年 | sweet strawberry toast | テレビ朝日系『あしたまにあ～な』テーマソング（1998年 - 2005年） |
| 1998年 | two match              | ヒマラヤ CMソング                                               |
| 1998年 | ラヴリー               | テレビ神奈川『YOKOHAMA WALKER TV』エンディングテーマ            |
| 1999年 | bee charmer            | テレビ神奈川『YOKOHAMA WALKER TV』エンディングテーマ            |
| 1999年 | 恋に恋して泣いた       | ソニー・マガジンズ「PeeWee」CMソング                            |
| 1999年 | 美人                   | テレビ朝日系『激マジ!!〜ティーンのホンネ〜』エンディングテーマ  |